# Fuorigrotta
Fuorigrotta is een van de dertig quartieri, kwartieren of wijken van de Italiaanse stad Napels. De wijk heeft ongeveer 72.000 inwoners. De wijk maakt samen met de aan het water gelegen industriële wijk Bagnoli het stadsdeel Municipalità 10 uit. In Fuorigrotta is het Stadio San Paolo gelegen.
Fuorigrotta grenst aan de wijken Bagnoli, Soccavo, Vomero, Posillipo en Chiaia.